# Brandon Burlon
Brandon Burlon (* 5. März 1990 in Nobleton, Ontario) ist ein ehemaliger kanadischer Eishockeyspieler, der im Verlauf seiner aktiven Karriere zwischen 2008 und 2020 unter anderem 325 Spiele für die Albany Devils und Tucson Roadrunners in der American Hockey League (AHL) auf der Position des Verteidigers bestritten hat. Darüber hinaus verbrachte Burlon eine Spielzeit bei der Düsseldorfer EG in der Deutschen Eishockey Liga (DEL).

## Karriere
Brandon Burlon spielte zunächst für die Vaughan Kings AAA in der unterklassigen kanadischen Juniorenliga Greater Toronto Hockey League. Im Anschluss ging der Verteidiger von 2006 bis 2008 für die St. Michael’s Buzzers in der Ontario Junior Hockey League aufs Eis. Im Sommer 2008 wechselt Burlon in die Vereinigten Staaten, um an der University of Michigan zu studieren und parallel für deren Eishockeymannschaft in der Central Collegiate Hockey Association (CCHA) zu spielen. In seiner ersten Saison mit den Wolverines wurde er geehrt, indem er in das All-Rookie Team der CCHA berufen wurde.
Im Juni 2011 unterzeichnete Burlon einen Einstiegsvertrag bei den New Jersey Devils aus der National Hockey League (NHL), die ihn bereits im NHL Entry Draft 2008 in der zweiten Runde an 52. Stelle ausgewählt hatten. Nach fünf Spielzeiten bei deren Farmteam Albany Devils in der American Hockey League (AHL), verließ Burlon die Organisation nach der Saison 2015/16 und fast 300 Spielen als Free Agent. Im August 2016 entschied sich der Verteidiger für einen Einjahresvertrag mit den Tucson Roadrunners, dem AHL-Kooperationspartner der Arizona Coyotes, und setzte damit zunächst seine AHL-Karriere fort. In seiner Saison mit den Roadrunners kam er aufgrund von Verletzungen auf nur 33 Spiele und erzielte dabei drei Tore und elf Scorerpunkte.
Als Free Agent startete Burlon im Sommer 2017 seine europäische Karriere und unterzeichnete im Mai 2017 zunächst einen Einjahresvertrag bei der Düsseldorfer EG in der Deutschen Eishockey Liga (DEL). Anschließend wurde der Vertrag nicht verlängert und der Kanadier wechselte für die Spielzeit 2018/19 zu den Stavanger Oilers in die norwegische GET-ligaen. Danach verblieb er in Skandinavien und begann das folgende Spieljahr beim Västerviks IK in der zweitklassigen schwedischen Allsvenskan. Kurz nach Beginn des neuen Kalenderjahres wechselte Burlon im Januar 2020 zum tschechischen Klub Orli Znojmo, der am Spielbetrieb der österreichischen Erste Bank Eishockey Liga (EBEL) teilnahm. Nach diesem Engagement beendete der 30-Jährige vor dem Hintergrund der COVID-19-Pandemie seine aktive Karriere.

## Erfolge und Auszeichnungen
- 2007 Silbermedaille bei der World Junior A Challenge
- 2009 CCHA All-Rookie-Team
- 2010 Mason-Cup-Gewinn mit der University of Michigan

## Karrierestatistik

### International
Vertrat Kanada bei:
- World Junior A Challenge 2007

(Legende zur Spielerstatistik: Sp oder GP = absolvierte Spiele; T oder G = erzielte Tore; V oder A = erzielte Assists; Pkt oder Pts = erzielte Scorerpunkte; SM oder PIM = erhaltene Strafminuten; +/− = Plus/Minus-Bilanz; PP = erzielte Überzahltore; SH = erzielte Unterzahltore; GW = erzielte Siegtore; 1 Play-downs/Relegation; Kursiv: Statistik nicht vollständig)